# Tone Thiis Schjetne

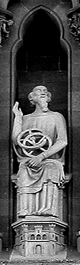
Ezequiel, en la fachada occidental de la catedral de Nidaros.

Tone Thiis Schjetne (Oslo, 19 de julio de 1928-Trondheim, 2 de septiembre de 2015) fue una escultora noruega.

## Trayectoria
Se formó en la Escuela de Arte de Trondheim (1946-1947) y en la Academia Estatal de Arte (1947-1949). Debutó en la Exposición Nacional de Arte de Otoño (Høstutstillingen) en Oslo en 1956, y ese mismo año en la Exposición de Artistas Jóvenes.
Sus esculturas se hallan en toda Noruega. Sus obras fluctúan entre el arte abstracto y el figurativo, principalmente trabajadas en bronce. Estuvo empleada entre 1949 y 1970 en la restauración de la Catedral de Nidaros, donde diseñó esculturas góticas, entre otras, la del profeta Ezequiel en la fachada occidental.
En 2001 recibió el premio Per Palle Storm y en 2004 fue nombrada dama de la Orden de San Olaf. 

## Vida personal
Es hija del arquitecto Helge Thiis y cuñada del escultor Kristofer Leirdal.